# ماتیاس سرین
ماتیاس سرین (انگلیسی: Mathias Serin؛ زادهٔ ۱ اوت ۱۹۹۱) یک بازیکن فوتبال اهل فرانسه است.
از باشگاه‌هایی که در آن بازی کرده‌است می‌توان به آنژه اشاره کرد.